# Diego Nucete Sardi
Diego Nucete Sardi (Mérida, Estado Mérida, Venezuela, 1902 - Caracas, Distrito Federal, 28 de julio de 1949) fue un político y empresario venezolano, gobernador del Distrito Federal entre 1944 y 1945.

## Carrera
Nació en Merida en 1902. Hijo de Diego Nucete Guerrero y de Josefa Sardi, ambos descendientes de italianos immigrados en Merida a finales del siglo XIX.
Fue diputado en representación de Zulia entre 1933 y 1936.
En 1938 fue director de administración del Ministerio de Hacienda y en 1941 director-gerente del Banco obrero. Después fue designado gobernador del Distrito Federal entre 1944 y 1945, durante el gobierno de Isaías Medina Angarita y en plena Segunda Guerra Mundial, en donde fue responsable de la expropiación y reurbanización de El Silencio, que realizó consiguiendo financiamiento estadounidense.
Después del golpe de Estado contra Medina Angarita estuvo exiliado en Estados Unidos entre 1945 y 1947. Tuvo un juicio, del cual fue absuelto. Después regresó a Venezuela, sin involucrarse más en asuntos políticos.

## Vida personal
Fue hermano del historiador José Nucete Sardi, quien fue gobernador designado de Mérida entre 1964 y 1965.